# Saint-Louis, Senegal
Saint-Louis ori Ndar, așa cum este denumit în limba Wolof, este capitala regiunii Saint-Louis din Senegal.  Localizat în partea nord-vestică a Senegalului, la gurile fluviului Senegal, la circa 320 km nord de capitala țării, Dakar, Saint-Louis are o populație de aproximativ 171.000 de locuitori fiind unul din cele primele patru orașe ca importanță din Senegal.
Fondat pe insula Saint-Louis, orașul s-a extins și pe limba de nisip Langue de Barbarie, unde se găsesc districtele orașului Ndar Tout și Guet Ndar.  Aceasta se află foarte de aproape de granița cu Mauritania la nord fiind totodată și locul unde se găsesc portul pescăresc și piața centrală a orașului.  Orașul s-a extins de asemenea și pe uscat, unde se găsește districtul Sor și gara orașului.
Capitala fostei colonii Africa de vest franceză între 1895 și 1902, respectiv capitala Senegalului până în 1958, Saint-Louis fusese anterior cel mai important centru economic, comercial, artistic și urban al întregii Africi sub-sahariene pentru mai bine de două secole și jumătate (secolul al 18-lea, secolul al 19-lea și cea mai mare parte a secolului 20).
Astăzi, după mai bine de trei secole de istorie, privind dintr-o perspectivă multiplă istorică, culturală, geografică, arhitecturală, ș.a.m.d., Saint Louis este un pod între savană și deșert, fluviu și ocean, tradiție și modernitate, islamism și creștinitate, Europa și Africa.
Loc cu un stil de viață distinct, Saint-Louis are o identitate unică.  "Nimeni nu vine aici, fără a se îndrăgosti de oraș", spun localnicii cu mândrie considerând orașul lor locul de naștere al noțiunii senegaleze de "Teranga", cuvântul desemnând ospitalitate, în limba locală Wolof.
Adevărată capitală muzicală a Africii occidentale de astăzi, la confluența curentelor africane, capverdiene si chiar louiziane (St. Louis, Missouri), Saint-Louis-du-Sénégal este un oraș în care timpul se oprește și arta continuă (Samb Mayoro).

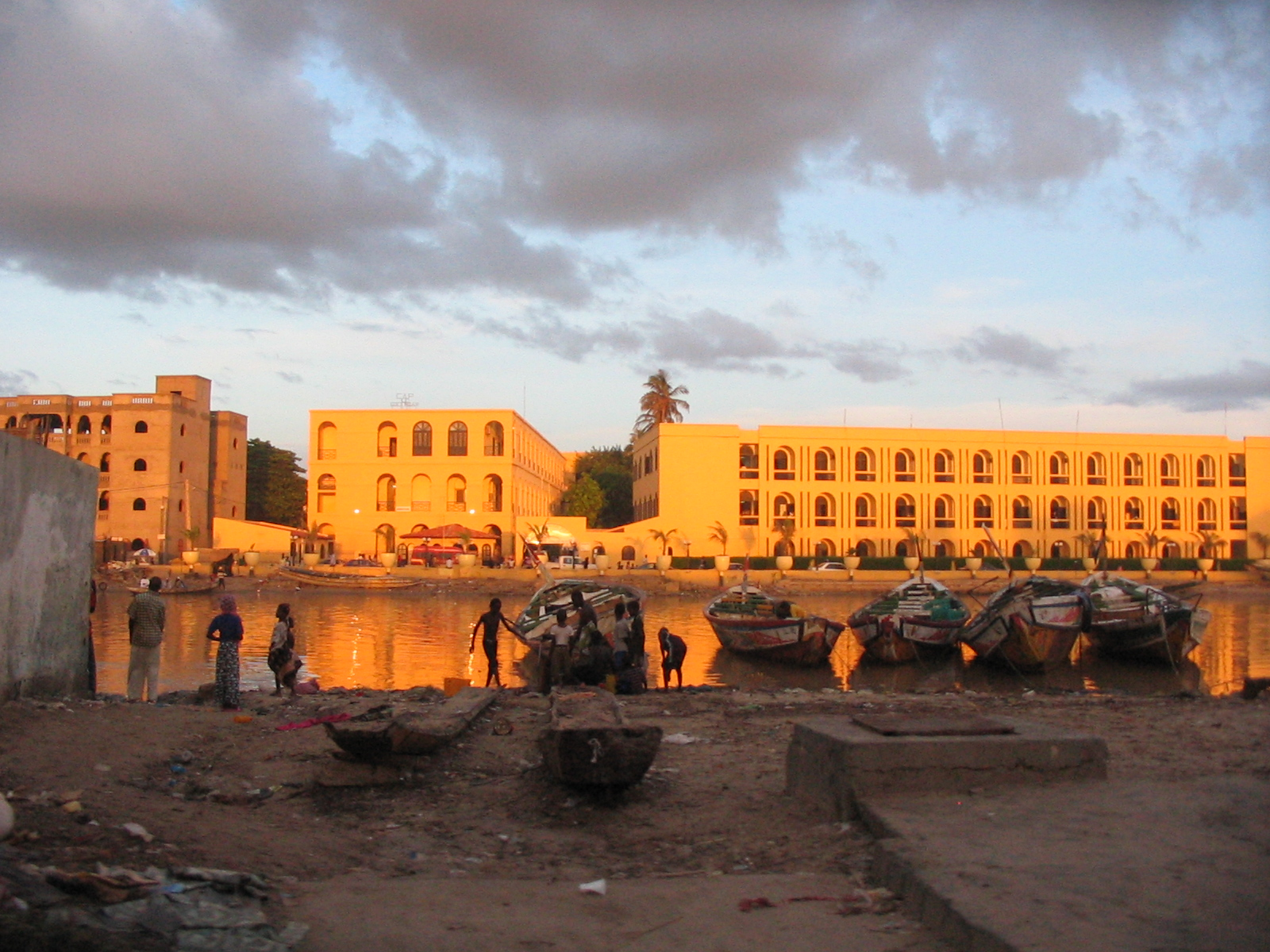
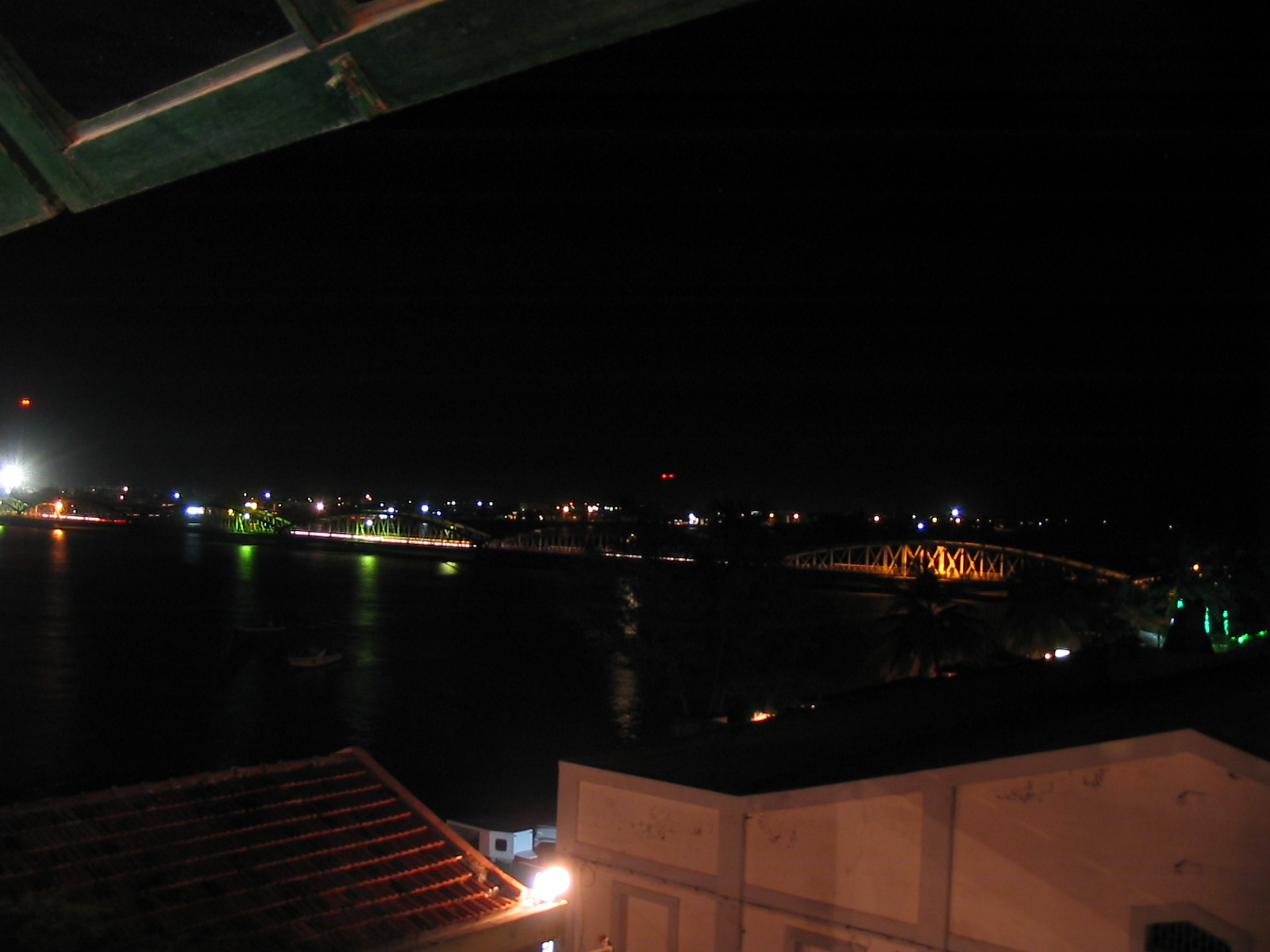
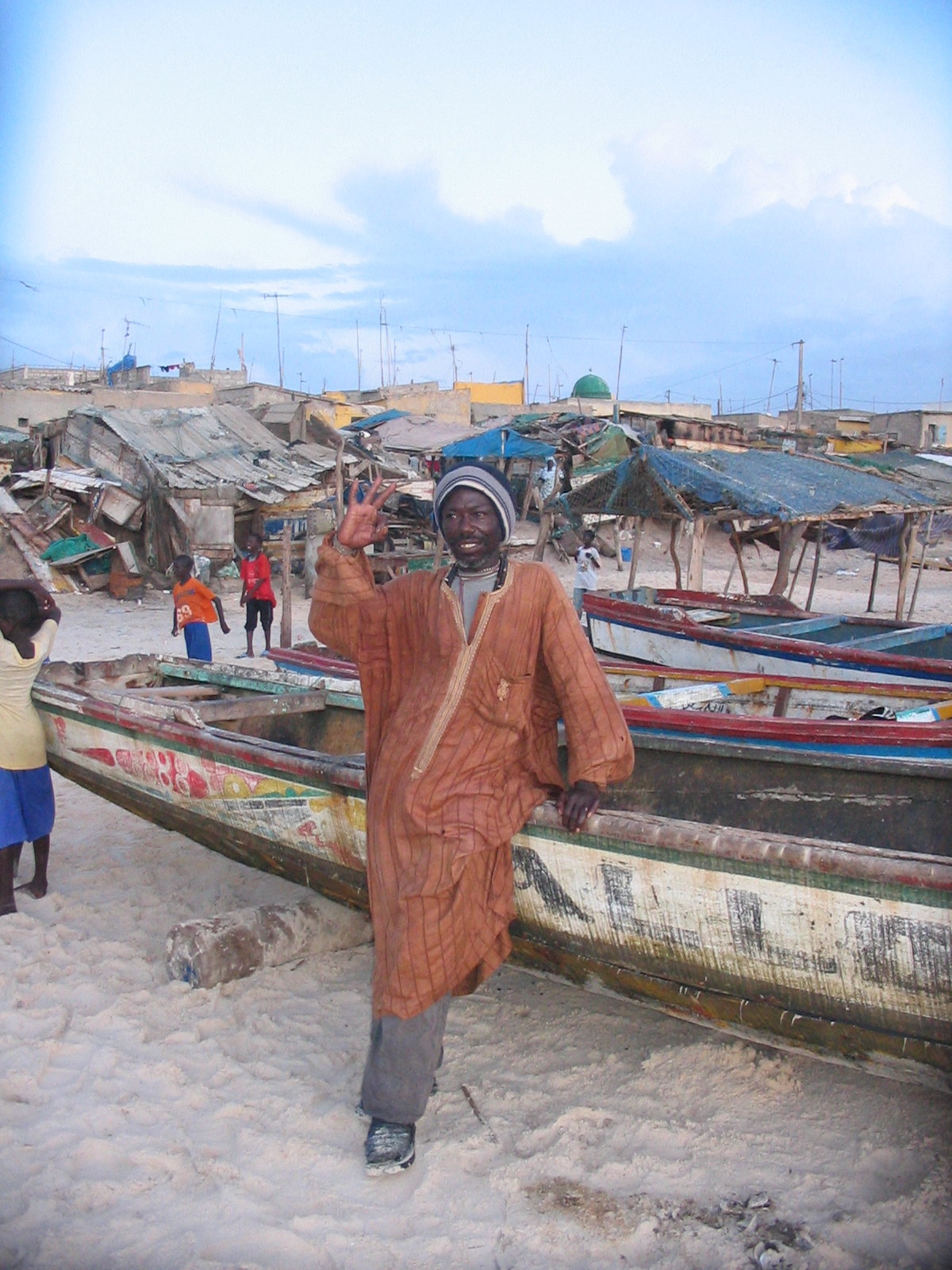
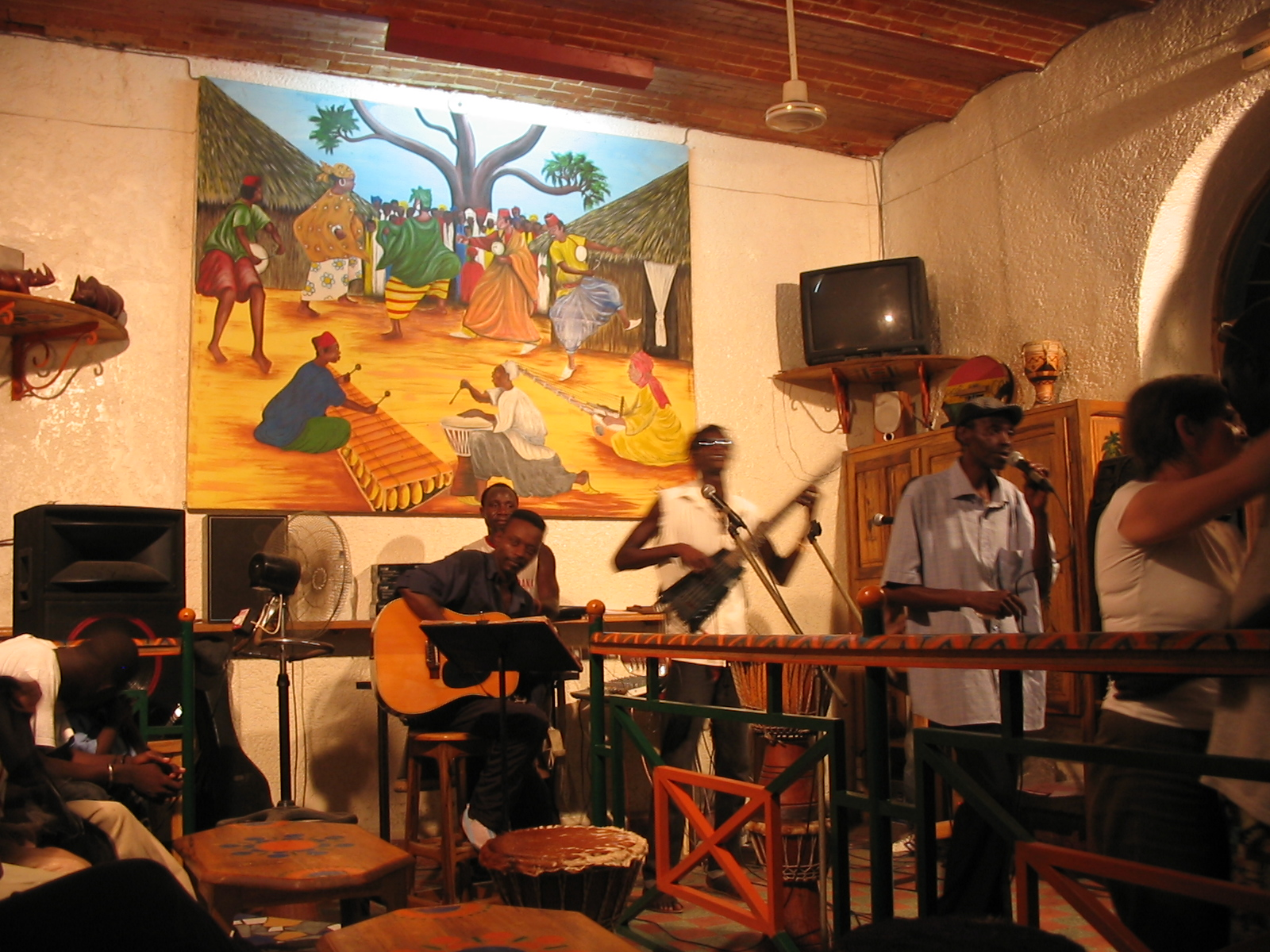

Imagini din Saint-Louis